# 3020 Но
3020 Но (3020 Naudts) — астероїд головного поясу, відкритий 2 серпня 1949 року.
Тіссеранів параметр щодо Юпітера — 3,330.
Назва походить від французького прізвища Naudts.